# Ali Talip Özdemir
Ali Talip Özdemir (ur. 1953 w Ereğli) – turecki polityk, inżynier i samorządowiec, deputowany i minister, w latach 2002–2003 przewodniczący Partii Ojczyźnianej (ANAP).

## Życiorys
W młodości dorabiał jako krawiec i fryzjer. Z wykształcenia inżynier mechanik, absolwent państwowej akademii architektury i inżynierii w Ankarze. Uzyskał następnie magisterium na Uniwersytecie Seldżuckim w Konyi. Pracował jako specjalista w ministerstwie przemysłu i w przedsiębiorstwie z branży włókienniczej. W 1983 dołączył do Partii Ojczyźnianej. W latach 1984–1987 sprawował urząd burmistrza swojej rodzinnej miejscowości. Od 1987 do 1991 był posłem do Wielkiego Zgromadzenia Narodowego Turcji. W 1991 wchodził w skład rządu Mesuta Yılmaza – najpierw jako minister stanu, następnie jako minister środowiska. W 1992 wybrany na burmistrza dystryktu Bakırköy, którym zarządzał przez dwa lata. W 1995 ponownie wszedł do parlamentu, w którym zasiadał do 1999. W kolejnym gabinecie Mesuta Yılmaza w 1996 pełnił funkcję ministra stanu. Po wyborczej porażce ANAP w 2002 stanął na czele tego ugrupowania; kierował nim do 2003, kiedy to zastąpiła go Nesrin Nas.